# Roccaforte Ligure
Roccaforte Ligure est une commune de la province d'Alexandrie dans le Piémont en Italie.

## Administration
| Période                                  | Période  | Identité      | Étiquette     | Qualité |
| ---------------------------------------- | -------- | ------------- | ------------- | ------- |
| 14 juin 2004                             | En cours | Giorgio Torre | Liste civique |         |
| Les données manquantes sont à compléter. |          |               |               |         |

### Hameaux
Avi, Borassi, Camere Vecchie, Campo dei Re, Chiappella, Chiesa di Rocca, S.Martino

### Communes limitrophes
Borghetto di Borbera, Cantalupo Ligure, Grondona, Isola del Cantone, Mongiardino Ligure, Rocchetta Ligure

### Évolution démographique
Habitants recensés